# Milford Sound/Piopiotahi

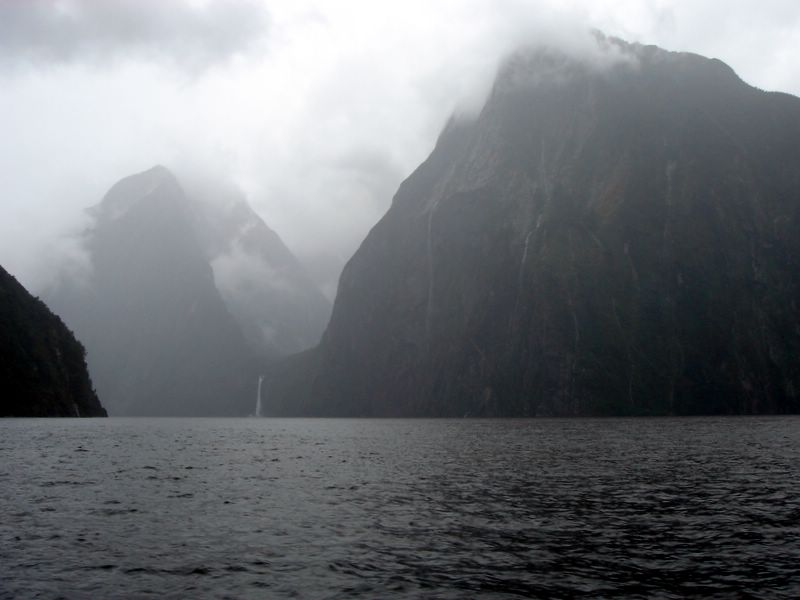
Der Milford Sound/Piopiotahi liegt in einer der regenreichsten Gegenden der Erde

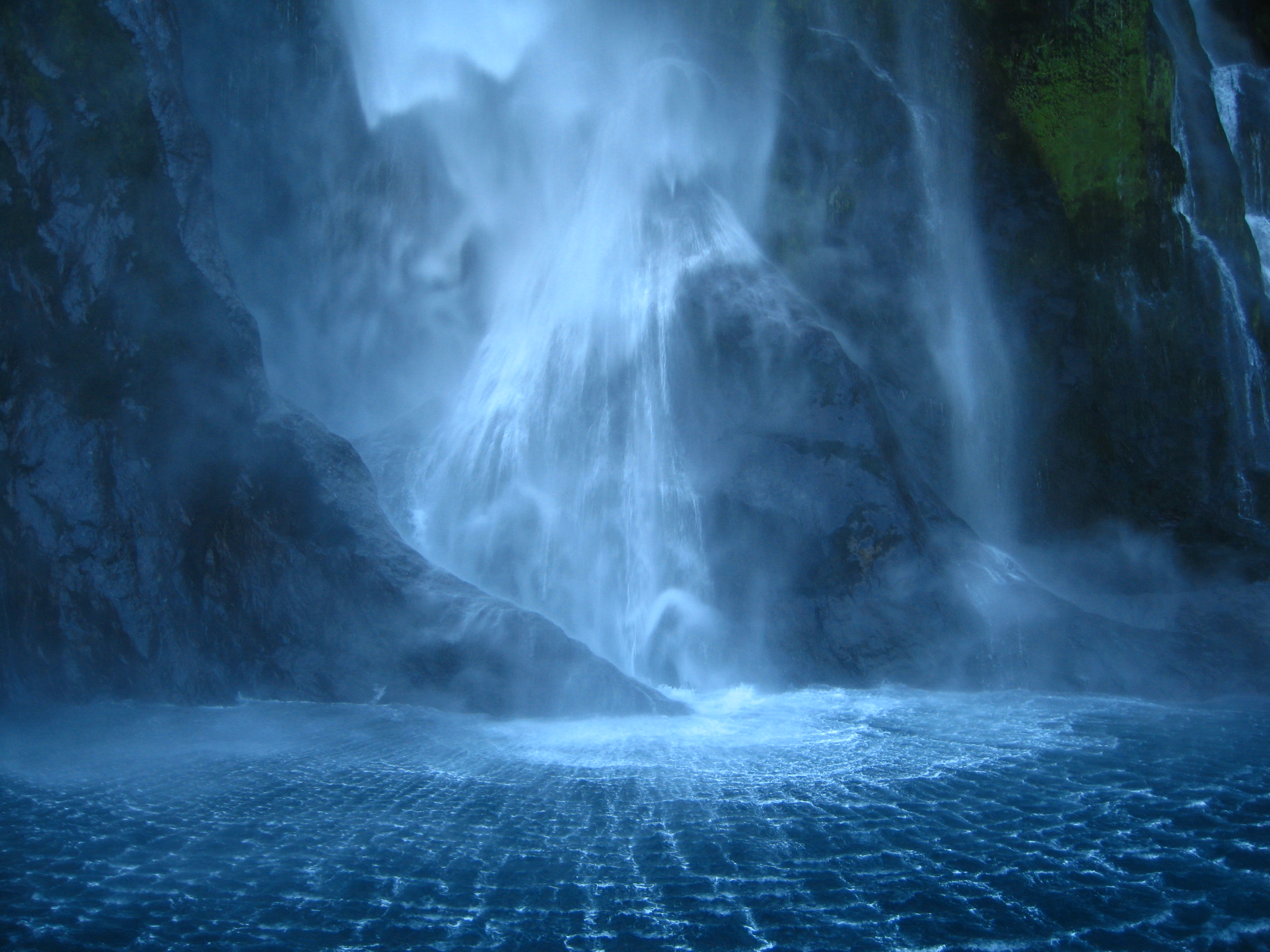
Stirling Falls

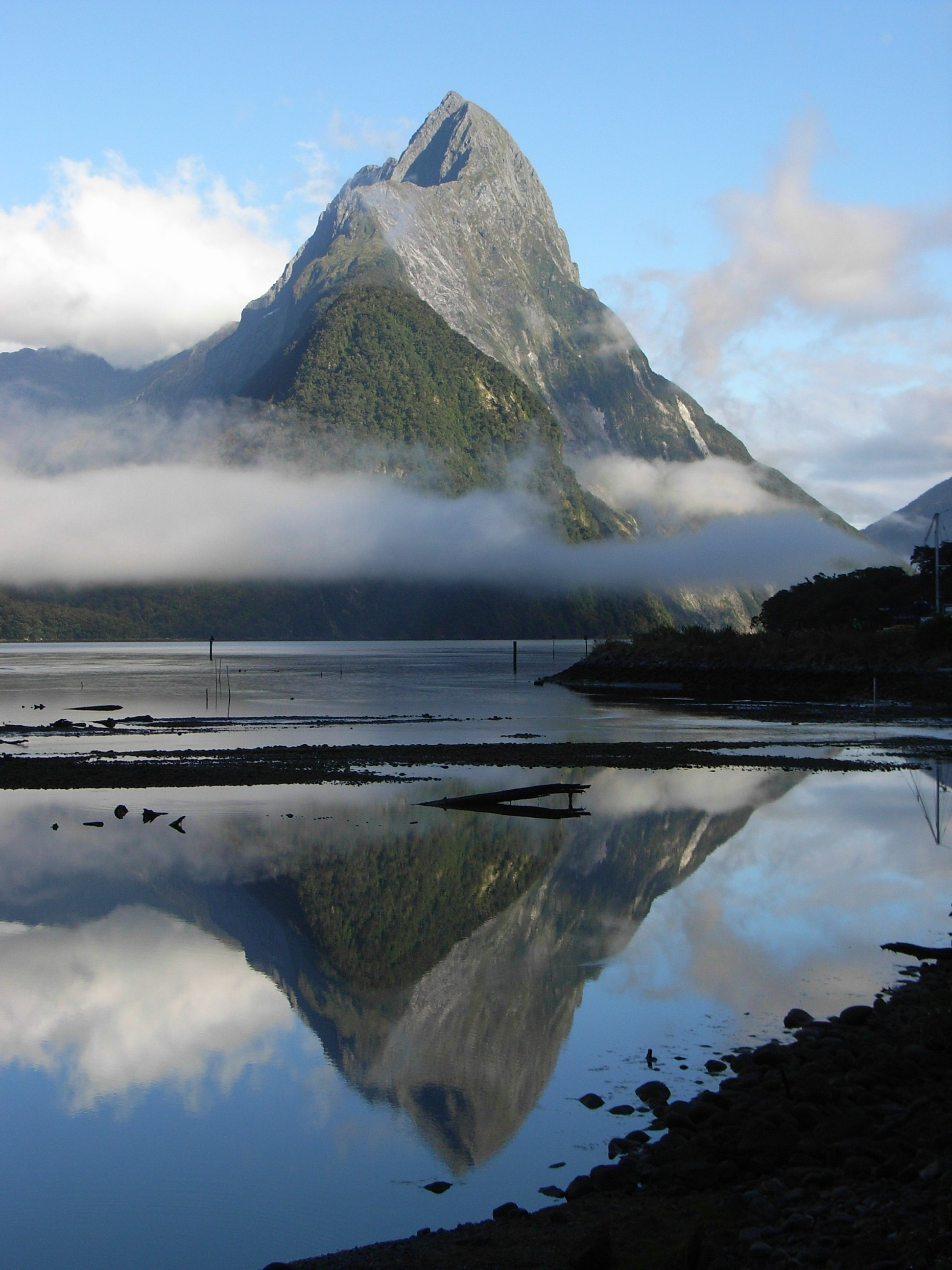
Blick auf den Mitre Peak

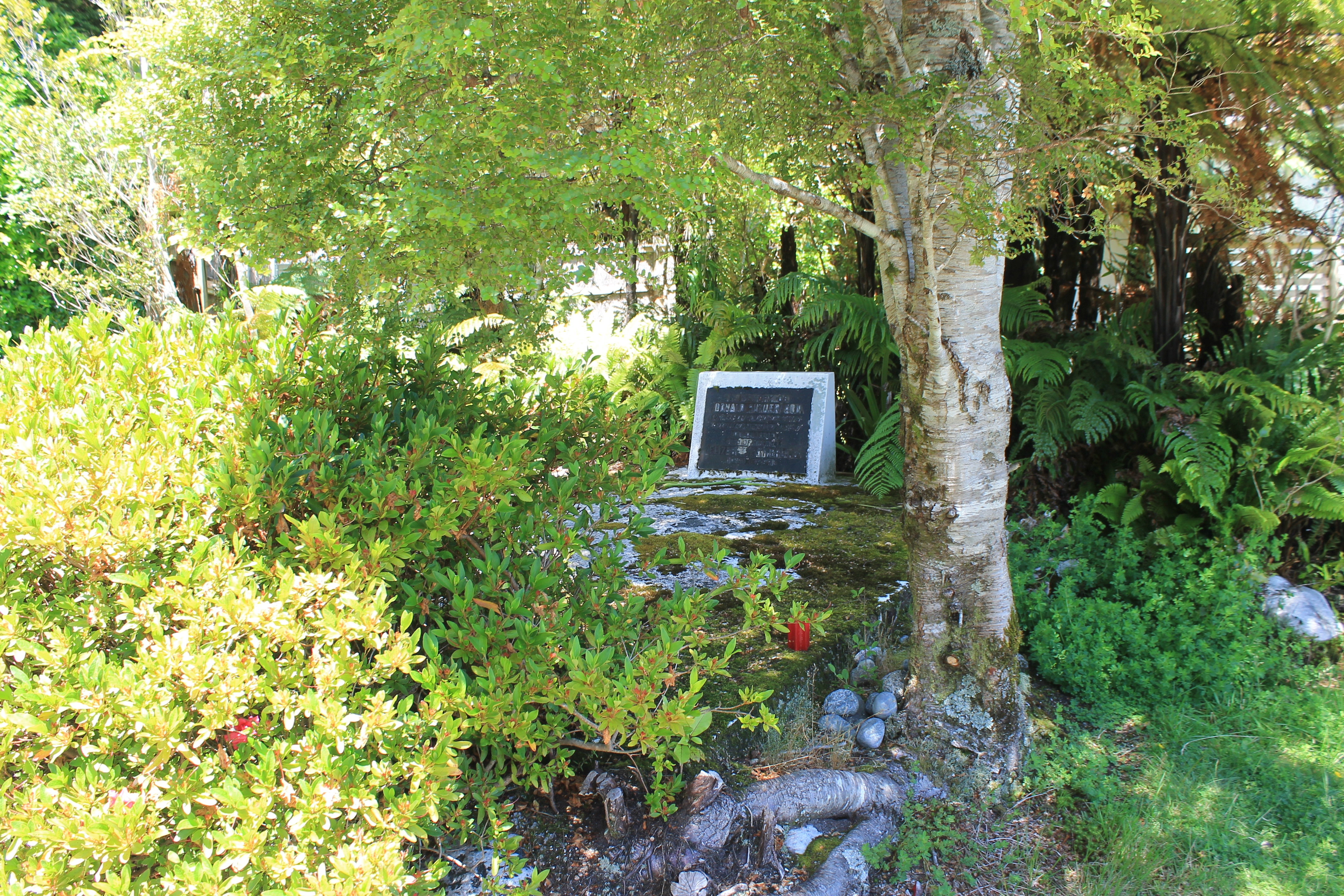
Gedenkstelle für Donald und Elizabeth Sutherland, Milford Sound/Piopiotahi

Der Milford Sound/Piopiotahi (Maori Piopiotahi) ist ein als Fjord zu bezeichnender Meeresarm auf der Südinsel von Neuseeland. Das 15,7 km lange Gewässer ist eine der bekanntesten Touristenattraktionen des Landes und gehört, da es Teil des Fiordland National Parks im Südwesten der Insel ist, mit zum Weltnaturerbe der UNESCO, bei der die Region seit 1990 unter dem Namen Te Wahipounamu registriert ist.
Der britische Schriftsteller und Dichter Rudyard Kipling soll nach dem Besuch des Milford Sound/Piopiotahi in den 1890er Jahren den Fjord als das achte Weltwunder bezeichnet haben.

## Namensherkunft
Der Milford Sound/Piopiotahi wurde 1823 von dem walisischen Siedler John Grono, der als erster Europäer das Gewässer zu sehen bekam, nach einem Inlet an der walisischen Küste namens Milford Haven benannt.
In der Sprache der Māori wird der Sound als Piopiotahi bezeichnet, was so viel bedeutet wie ein einzelner Piopio, ein Singvogel, der in Neuseeland als endemisch galt und bereits ausgestorben ist.

## Geographie
Der Milford Sound/Piopiotahi befindet sich im südlichen Teil der Westküste der Südinsel, rund 70 km nordwestlich von Queenstown und rund 85 km nördlich von Te Anau. Der rund 15,7 km lange Meeresarm erstreckt sich vom Endpunkt des New Zealand State Highway 94 und dem kleinen Ort namens Milford Sound in nordwestlich Richtung und öffnet sich nach seiner engsten Stelle auf rund 960 m der Tasmansee. Zählt man den trichterförmigen Zugang zum Fjord noch mit, würde sich das Gewässer von seinem knapp 3 km breiten Zugang über die Engstelle auf rund 18 km Länge erstrecken.
Der zwischen 455 m und knapp 3 km breite Fjord deckt eine Fläche von rund 25,3 km² ab und misst an seiner tiefsten Stelle eine Tiefe von 269 m, von wo aus sich die angrenzenden Berge teils sehr steil, bis zu zwischen 60 und 80 Grad ansteigend, mit dem Mitre Peak auf bis zu 1683 m Höhe erheben.

## Geologie
Der Milford Sound/Piopiotahi ist im klassischen Sinne ein Fjord, der wie alle Fjorde im Südwesten der Südinsel auch, einerseits durch Gletscherbewegungen der letzten Kaltzeit entstanden ist und andererseits durch die Überflutung des Tals durch den ansteigenden Meeresspiegel gebildet wurde. Für die Bezeichnung Sound waren die frühen europäischen Siedler und Seefahrer verantwortlich, die zahlreiche Täler in der Region Fiordland als Sounds bezeichneten, eine Benennung, die eigentlich nur für von der Seeseite her geflutete Flusstäler verwendet wird, so wie die Sounds in den Marlborough Sounds im Norden der Südinsel. Die Seefahrer, zumeist englischer oder walisischer Herkunft, kannten aus ihrer Heimat keine Fjorde und so verwendeten sie für die Meeresarme die ihnen bekannten Bezeichnungen, die später nicht mehr geändert wurden.
Geologisch von Bedeutung für den Milford Sound/Piopiotahi ist die direkt vor dem Eingang zum Sound liegende Alpine Fault, eine Verwerfung, die durch das Aufeinandertreffen der Pazifischen Platte auf die Australische Platte entstanden ist und sich in Nordost-Südwest-Richtung entlang der Westküste der Südinsel hinzieht. Durch die tektonischen Verschiebungen sind die Neuseeländischen Alpen entstanden, dessen Teil der Milford Sound/Piopiotahi mit seiner Bergwelt ist.

## Klima
Für den südlichen Teil der Westküste der Südinsel typisch sind die ergiebigen Regenfälle über das Jahr hinweg. So ist auch der Milford Sound/Piopiotahi für seine ergiebigen Regenfälle bekannt. Bei Wind überwiegend aus Nordwest und Südost, der der Topologie des Milford Sound/Piopiotahi geschuldet ist und bei Windgeschwindigkeiten, die in den Sommermonaten zu 10 % über 30 km/h liegen und in den Wintermonaten zu gut 35 % darüber liegen, kam es in den Jahren von 1981 bis 2010 im Jahresmittel zu durchschnittlich 6716 mm Niederschlag, in den Sommermonaten Januar und Dezember mit um die 700 mm etwas mehr als in den übrigen Monaten. Die geringsten Niederschläge wies der Juli mit durchschnittlich 424 mm Niederschlag aus.
Die durchschnittlichen Temperaturen liegen in den Sommermonaten bei 10 bis 19 °C und in den Wintermonaten bei 2 bis 10 °C, wobei die gemessenen Höchst- beziehungsweise Tiefstwerte bei 28,3 °C bzw. −6,1 °C liegen. Die Sonnenscheindauer der Region beträgt im 30-Jahresdurchschnitt 1600 bis 1700 Stunden pro Jahr.

## Geschichte
Lange bevor die ersten europäischen Siedler zu den Ufern des Milford Sound/Piopiotahi fanden, betrieben Māori Fischfang und suchten nach dem begehrten Pounamu (Jade). Sie glaubten an die Erschaffung des Fjords durch Tu-te-raki-whanoa, einem göttlichen Wesen.
Nach der Entdeckung des Fjords durch den ersten Europäer, John Grono, im Jahr 1823, dauerte es noch 56 Jahre, bis sich der erste Siedler an den Ufern des Milford Sound/Piopiotahi niederließ. Es war Donald Sutherland, ein schottischstämmiger Einwanderer, der 1879 am Sound siedelte und 1891 mit seiner Frau Elizabeth dort eine Herberge erschuf, die Touristen und Wanderern eine Unterkunft bot. Nach dem Tod der beiden wurde 1928 die Herberge durch ein von der Regierung gebautes Hostel ersetzt.
Ab 1935 begann man mit dem Bau des Homer Tunnels, der erst 1954 seiner Bestimmung übergeben werden konnte. Durch den Tunnel war es erstmals möglich den Milford Sound/Piopiotahi über eine Straßenverbindung zu erreichen.

## Wasserfälle
Der Milford Sound/Piopiotahi ist neben seinen beeindruckenden Berglandschaften auch für seine zahlreichen, zum Teil imposanten Wasserfälle bekannt. Die wohl bekannteste Wasserfälle, die auf jeder Schiffstour angefahren werden, sind die 151 m hohen Stirling Falls und die 162 m hohen Bowen Falls.

## Unterwasser-Observatorium
In der Bucht Harrison Cove befindet sich ein von der Firma Southern Discoveries, ein Tochterunternehmen der SKEGGS Group, betriebenes Observatorium, das 10 Meter unter dem Meeresspiegel einen Einblick in die Unterwasserwelt eines Teils des Milford Sound/Piopiotahi gestattet. Das Observatorium kann nur per Schiff erreicht werden.

## Flora und Fauna
Der Süßwassereintrag in den Milford Sound/Piopiotahi ist durch die häufigen und ergiebigen Regenfälle besonders groß. Da das Süßwasser eine geringere Dichte aufweist als das Salzwasser, das von der Tasmansee her in den Fjord eingetragen wird, bildet sich in dem Gewässer eine etwa 10 m starke Süßwasserschicht zur Wasseroberfläche hin, die das Sonnenlicht stärker blockiert. Dadurch ist in dem Fjord ein Leben möglich, das in der offenen See erst ab einer Tiefe von 70 m zu finden ist.
So können in dem Wasser rund 60 verschiedene Arten von schwarzen Korallen, sowie Arten der seltenen Edelkoralle und der im Englischen genannten Bubblegum Coral (Paragorgia arborea), gefunden werden. Im Milford Sound/Piopiotahi leben geschätzt sieben Millionen Korallenkolonien.
Bei den Tieren sind besonders die Seehunde, Pinguine, Enten und Delfine im Fjord zu beobachten. Rund 60 Tursiops, die im Englischen Bottlenose Dolphin genannt werden, leben in den Gewässern des Milford Sound/Piopiotahi. Dazu kommen zahlreiche Seehunde, die sich gerne auf einem Felsen, Seal Rock genannt, im westlichen Drittel des Fjords sonnen, sehr zur Freude der vielen per Schiff vorbeikommenden Touristen. Neben den Zwergpinguinen leben auch Kolonien der Saumschnabelente, die in Neuseeland Blue Duck genannt werden, im Fjord.

## Piopiotahi (Milford Sound) Marine Reserve
1993 wurde auf Bestreben der New Zealand Federation of Commercial Fishermen (Vereinigung der kommerziellen Fischer) der nördliche bis östliche Teil des Milford Sound/Piopiotahi zum Meeresschutzgebiet erklärt. Die Grenzziehung erfolgte vom Dale Point vom Eingang des Fjords, nahezu in der Mitte des Gewässers verlaufend bis zur westlichen Spitze der Landzunge auf der sich die Flugpiste befindet. Das Freshwater Basin zählt nicht mehr dazu. Das so ausgewiesene Meeresschutzgebiet besitzt eine Größe von 690 Hektar. Das Gebiet wurde ausgewiesen, da es mit seinen Riffs und Steilwänden u. a. Korallen, Schwämmen, Ringelwürmern, Anemonen und Langusten idealen Lebensraum bietet.

## Infrastruktur

### Straßenverkehr
Der Milford Sound/Piopiotahi ist mit dem Auto oder per Bus von Te Anau aus über den New Zealand State Highway 94 zu erreichen. Nach rund 120 km Anreise, die entlang des Lake Te Anau und durch das Eglinton Valley mit dem Eglinton River und seinen Seen Lake Gunn und Lake Fergus führt, anschließend entlang des südlichen Teils der Darran Mountains mit der Durchquerung des Homer Tunnels verläuft und schließlich vom Cleddau River zum Milford Sound/Piopiotahi geleitet wird, endet die Fahrt in der kleinen Siedlung Milford Sound, von wo aus die Touristenboote zu ihrer Tour in den Fjord starten. Die Fahrt auf der Strecke nimmt ohne Zwischenaufenthalte rund 2 1/2 Stunden in Anspruch. Da es auf der Strecke keine Tankmöglichkeiten gibt, werden Reisende aufgefordert, vor Reiseantritt ihr Fahrzeug mit ausreichend Treibstoff zu versorgen.

### Schiffsverkehr
Neben den Firmen, die von der Anlegestelle des Ortes Milford Sound aus ihre Schiffstouren für Touristen durch den Fjord anbieten, kommen gelegentlich auch große Kreuzfahrtschiffe in das Gewässer. Das größte Kreuzfahrtschiff, das den Milford Sound/Piopiotahi je befahren hat, war die 348 m lange Ovation of the Seas, die am 21. Dezember 2016 in den engen Fjord einlief, mit über 4900 Passagieren an Bord.

### Flugverkehr
Der Milford Sound/Piopiotahi ist über den Milford Sound Piopiotahi Aerodrome auch aus der Luft zu erreichen. Das Ministerium für Transport verwaltet das Flugfeld mit seinen Einrichtungen. Die meisten Flüge, die von dem Flugfeld ausgehen sind Flüge mit Touristen.

### Wanderroute
Zum Milford Sound/Piopiotahi gibt es eine Wanderroute, den 53,5 km langen Milford Track. Die Strecke, die nur in eine Richtung bewandert werden kann, erfordert gute Konditionen und Trekking-Erfahrung. Die Wanderung dauert vier Tage und muss im Voraus gebucht werden. Der Einstieg zum Milford Track befindet sich im Mündungsgebiet des Clinton River in den Lake Te Anau bei Glade House und endet am Sandfly Point am Mündungsgebiet des Arthur River in den Milford Sound/Piopiotahi.

## Sabotageaktion
Im Februar 2004 wurde von Unbekannten ein Hochdruckschlauch in den Tank eines der Schiffe der Firma Real Journey gesteckt und darüber der Schiffsdiesel aus dem Tank in das Gewässer geleitet. Auf diese Weise ergossen sich rund 13.000 Liter Dieselkraftstoff in das Fresh Basin des Milford Sound/Piopiotahi. Ein Großteil des Diesels konnte später von Verantwortlichen von Environment Southland aufgefangen und entsorgt werden, doch Teile des Treibstoffs konnten bis Harrison Cove gelangen, wo sich das Unterwasserobservatorium befindet. Regen und starke Winde trugen dazu bei, dass sich der Treibstoff verdünnte und von der Natur biologisch abgebaut werden konnte. Es konnten keine Folgeschäden in der Natur festgestellt werden. Die Polizei vermutet Ökoterroristen hinter der Tat.